# Marcel Duchamp
Marcel Duchamp (Blainville-Crevon, 28 de julho de 1887 – Neuilly-sur-Seine, 2 de outubro de 1968) foi um pintor, escultor e poeta francês, cidadão dos Estados Unidos a partir de 1955, e inventor dos ready made.

## Vida e  Obra
Duchamp é um dos precursores da arte conceitual e introduziu a ideia de ready made como objeto de arte. Irmão de Jacques Villon, de Suzanne Duchamp e Raymond Duchamp-Villon, estes também artistas que gozaram de reputação no cenário artístico europeu, Marcel Duchamp começou sua carreira como artista criando pinturas de inspiração romantista, expressionista e cubista.
Dessa fase, destaca-se o quadro «Nu descendo a escada», que apresenta uma sobreposição de figura de aspecto vagamente humano numa linha descendente, da esquerda para a direita, sugerindo a ideia de um movimento contínuo. Esse quadro, na época de sua gênese, foi mal recebido pelos partidários do Cubismo, que o julgaram profundamente irônico para com a proposta artística por eles pretendida.
Essa fase rendeu-lhe, ainda, o quadro Rei e rainha rodeados por rápidos nus, que sugere um rápido movimento através de duas figuras humanas, e A noiva, que apresenta formas geométricas bastante delineadas e sobrepostas, insinuando uma figura de proporções humanas. Este último foi bastante utilizado no seu projeto mais ambicioso, de que trataremos a seguir.
Sua carreira como pintor estendeu-se por mais alguns anos, tendo como produto quadros de inegável valor para a formação da pintura abstrata. É, no entanto, como escultor que Duchamp vai atingir grande fama. Tendo se mudado para Nova York e largado a Europa numa espécie de estagnação criativa, Duchamp encontra na América um solo fértil para sua arte dadaísta. Decorrente dessa fase, e em virtude de seus estudos sobre perspectiva e movimento, nasce o projeto para a obra mais complexa do artista: «A noiva despida pelos seus celibatários», mesmo ou «O grande vidro».
Trata-se de duas lâminas de vidro, uma sobre a outra, onde se vê uma figura abstrata na parte de cima, que seria a noiva, inspirada no quadro acima mencionado, e, na parte de baixo, se percebe uma porção de outras figuras (feitas de cabides, tecido e outros materiais), dispostas em círculo, ao lado de uma engrenagem (retirada de um moinho de café). Essa obra consumiu anos inteiros de dedicação de Duchamp, e só veio a público muito depois do início de sua construção, intercalada, portanto, por uma série de obras. Não se tem um consenso acerca do que representa essa obra, mas diversas opiniões conflitantes, com base em psicologismos e biografismos, renderam e ainda rendem bastante discussão.

## A fonte
Duchamp foi o responsável pelo conceito de ready made, que é o transporte de um elemento da vida cotidiana, a princípio não reconhecido como artístico, para o campo das artes. A princípio como uma brincadeira entre seus amigos, entre os quais Francis Picabia e Henri-Pierre Roché, Duchamp passou a incorporar material de uso comum nas suas esculturas. Em vez de trabalhá-los artisticamente, ele simplesmente os considerava prontos e os exibia como obras de arte.

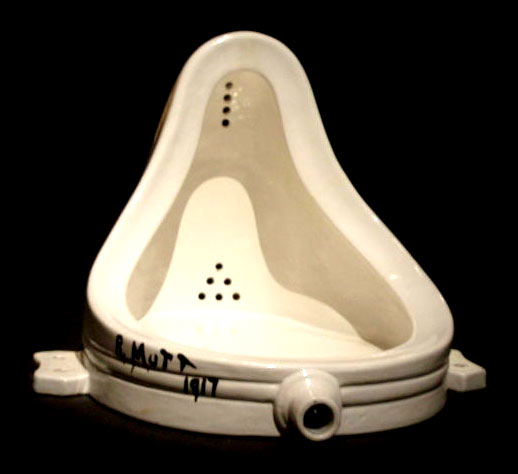
Marcel Duchamp, A fonte

A Fonte, obra que fez repercutir o nome de Duchamp ao redor do mundo, especialmente depois de sua morte, está baseada nesse conceito de ready made: pensada inicialmente por Duchamp, que enviou-a com a assinatura "R. Mutt" - fábrica que produziu o urinol, lida ao lado da peça, para figurar entre as obras a serem julgadas para um concurso de arte promovido nos Estados Unidos. A escultura foi rejeitada pelo júri, uma vez que, na avaliação deste, não havia nela nenhum sinal de labor artístico. Com efeito, trata-se de um urinol comum, branco e esmaltado, comprado numa loja de construção e assim mesmo enviado ao júri.

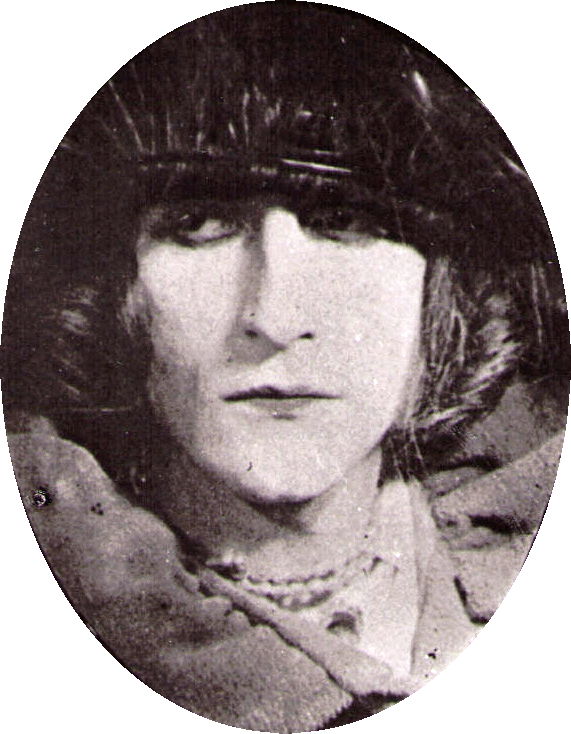
Duchamp travestido de Rrose Sélavy. Foto de Man Ray (1921).

A sua obra está vinculada, de algum modo, ao seu modo de vida boêmio, propiciado pelo convívio com pessoas influentes e poderosas no meio artístico norte-americano. Num de seus acessos de iconoclastia e irresponsabilidade, Duchamp lançou na cena artística nova-iorquina a figura de Madame Rrose Sélavy (cujo nome se assemelha à palavra francesa heuireusee, "feliz", e o sobrenome à expressão francesa c'est la vie, "é a vida", resultando na frase "feliz é a vida"), uma artista dotada de uma ironia profunda, bem como de uma paixão por trocadilhos (evidentemente, aspectos oriundos da personalidade do próprio Duchamp). Ela também assinou uma parte dos ready made, podendo ela mesma ser considerada um ready made duchampiano, na medida em que era uma espécie de transfiguração artística de uma personalidade real do artista.

## Enxadrista
Duchamp era, ainda, entusiasta do xadrez, tendo se filiado a vários clubes e participado com relativo êxito de torneios mundo afora. Pode-se dizer que uma parte da sua vida foi consagrada ao estudo desse jogo. Além disso, dedicou-se ao estudo da "quarta dimensão", o que, de alguma forma, orientou a sua criatividade artística para problemas óticos. Os rotoreliefs, discos coloridos que quando girados com extrema rapidez produziam efeitos óticos, foram mais uma de suas tentativas de se aproximar das pesquisas que fazia.
O estudo do olhar sobre a arte interessou muito a Duchamp, que se opunha àquilo que ele próprio dizia ser a "arte retiniana", ou seja, uma arte que agrada à vista. Pode-se, de certo modo, compreender toda a arte de Duchamp como um esforço para se afastar da "arte retiniana" e passar para uma arte mais "cerebral", em que se ressaltam os aspectos mais intelectuais do labor artístico. Dessa forma, os ready made são uma tentativa de escapar da "arte retiniana", uma vez que confrontam o público, oferecendo-lhe algo que ele próprio já viu algures, forçando-o a pensar e refletir sobre a questão da arte enquanto linguagem.

## Legado
Vale a pena ressaltar que a obra de Duchamp deixou um legado importante para as experimentações artísticas subsequentes, tais como o Dadaísmo, o Surrealismo, o Expressionismo abstrato, a Arte conceitual, entre outros. Muitos dos artistas identificados com essas tendências prestaram tributo a Duchamp, quando não o conheceram de fato, tendo com ele um contato direto (ou, às vezes, íntimo), o que influenciou as suas respectivas obras. John Cage, por exemplo, trocou ideias com Duchamp, e André Breton, pai do Surrealismo, por várias vezes tentou cooptar Duchamp para a causa do movimento surrealista; Tristan Tzara, um dos responsáveis pelo Dadaísmo, também reconheceu na obra de Duchamp, apesar do pouco contato da arte norte-americana com a arte europeia, uma espécie de precursora.